# شهرستان هوگتون
شهرستان هوگتون (به انگلیسی: Houghton County) یک منطقهٔ مسکونی در ایالات متحده آمریکا است که در میشیگان واقع شده‌است. شهرستان هوگتون ۳٬۸۹۰٫۱۸ کیلومتر مربع مساحت دارد.